# New Life
«New Life» (в переводе с англ. — «Новая жизнь») — песня британской группы Depeche Mode, первый сингл с их дебютного студийного альбома Speak & Spell и второй в дискографии группы. Записан в Blackwing Studios, вышел 13 июня 1981 года. В США оригинального коммерческого релиза не было.

## О песне
Существуют две версии песни. Первая — версия 7", которая стала альбомной после того, как была включена в состав альбома Speak & Spell, вышедшего в октябре 1981 года. Вторая — версия 12", «ремикс». Эта версия отличается от альбомной тем, что имеет несколько другое вступление (в нём значительно больше «стуков»), также в среднюю часть песни добавлены дополнительные партии синтезатора. Ремиксовая версия впоследствии появится на американской версии Speak & Spell.
Сингл дебютировал в UK Singles Chart на 27-й строчке, и спустя пять недель был уже на 11-й. 25 июня 1981 года «New Life» была исполнена группой во время их дебюта в музыкальной программе Top of the Pops на канале BBC. В этом шоу группа исполнила эту песню ещё дважды — 16 и 30 июля.
Сторону «Б» занимает «Shout!» — первая песня Depeche Mode, которая на релизе 12" была представлена удлинённой версией (названной «Rio Remix»). Этот микс впоследствии появится в сборнике ремиксов 2004 года Remixes 81–04. Эта песня является самой ранней из тех, что представлены на этом сборнике.

## Варианты издания и списки композиций
Слова и музыка всех песен — написаны Винсом Кларком.
| №  | Название   | Длительность |
| -- | ---------- | ------------ |
| 1. | «New Life» | 3:45         |

| №  | Название | Длительность |
| -- | -------- | ------------ |
| 2. | «Shout!» | 3:45         |

| №  | Название             | Длительность |
| -- | -------------------- | ------------ |
| 1. | «New Life» (Remix)   | 4:00         |
| 2. | «Shout!» (Rio Remix) | 7:35         |

| №  | Название             | Длительность |
| -- | -------------------- | ------------ |
| 1. | «New Life» (Remix)   | 3:58         |
| 2. | «Shout!»             | 3:45         |
| 3. | «Shout!» (Rio Remix) | 7:33         |